# Ralph Midgley
Ralph Midgley (25 novembre 1929 – 23 maggio 2024) è stato un linguista britannico ed un attivista del Volapük.

## Biografia
Ralph Midgley fu l'amministratore (Guvan) della comunità del Volapük (in accordo con il decreto del Cifal Brian Bishop promulgato il 1º gennaio 2006). Ralph Midgley venne a contatto con la lingua Volapük fin dal 1972 e fu l'autore di Volapük for Everyone e Volapük in Action, due lezioni online per imparare la lingua. Egli fu l'autore inoltre di Volapük Vifik, una collezione di lezioni brevi. Midgley costituì la Flenef Bevünetik Volapüka (la comunità internazionale degli amici del Volapük) e pubblicò la rivista Vog Volapüka ("La voce del Volapük").
La maggior parte delle persone che studiano e promuovono questa lingua lo devono all'attivismo entusiasta e carismatico di Midgley. Midgley divenne famoso anche per aver tradotto Alice nel paese delle meraviglie in Neo e Volapük.
Midgley visse a Scunthorpe, nel nord dell'Inghilterra.